# Provincia de Bubanza
La Provincia de Bubanza es una de las diecisiete provincias de Burundi. Cubre un área de 1.089 km² y alberga una población de 354.000 personas. La capital es Bubanza.

## Comunas con población en agosto de 2008
- Bubanza 83,678
- Gihanga 55,344
- Mpanda 58,913
- Musigati 82,207
- Rugazi 57,881

## Communes
Está dividida en 5 communas
- Commune of Bubanza (Bubanza)
- Commune of Gihanga (Gihanga)
- Commune of Musigati (Musigati)
- Commune of Mpanda (Mpanda)
- Commune of Rugazi

- Datos: Q460538
- Multimedia: Bubanza Province / Q460538